# B-2LM型130毫米艦炮
是一款由苏联列寧格勒金屬廠（主體）和布尔什维克工厂（轉動部件）所生產的雙聯舰炮，是1936年型130毫米50倍徑B13艦炮（俄語：Б-13）的雙聯型號。

## 概述
B-2LM於1938年設計，1939年開始投產。“B-2LM”搭載於多艘蘇聯軍艦，包括奧爾忠尼啟則號驅逐艦与塔什干級驅逐領艦。7U型驅逐艦的看門狗号也改裝了該炮塔。戰後，30K型驅逐艦與30bis型驅逐艦也採用了該艦炮。但是，它的射速相對較低，最大仰角僅為45°，因而無法進行防空炮擊。

## 資料來源
1. ↑  Gogin, Ivan. . Modernizing notes.   [2010-02-04]. （原始内容存档于2010-09-26）.
2. ↑  Gogin, Ivan. .   [2010-02-04]. （原始内容存档于2010-01-17）.